# كارتر لاي
كارتر لاي (بالإنجليزية: Carter Lay)‏ هو فاعل خير وشخصية أعمال أمريكي، ولد في 12 يناير 1971، وتوفي في 3 سبتمبر 2015.